# Provincia Cisplatina
La Provincia Cisplatina o Stato Cisplatino fu un'unità di suddivisione amministrativa del Regno Unito di Portogallo, Brasile e Algarves dal 1817 al 1822, e dell'Impero del Brasile dal 1822 al 1828, anno in cui divenne indipendente con il nome di Repubblica Orientale dell'Uruguay.

## Storia

### Antefatti
Il conflitto tra Spagna e Portogallo nella zona del Río de la Plata iniziò al tempo della scoperta, effettuata da Juan Díaz de Solís; il trattato di Tordesillas del 1494 aveva stabilito una linea di demarcazione delle rispettive sfere di influenza, ma la sua indeterminatezza finì per alimentare i conflitti tra i due regni. In tale contesto, la fondazione di Colonia del Sacramento sul Río de la Plata da parte dei portoghesi, proprio di fronte a Buenos Aires, fu il preludio a una serie di dispute e relativi trattati che portarono, nel 1762, alla resa della piazza portoghese, provocata dalla spedizione militare di Pedro de Cevallos. Uno dei motivi della creazione da parte spagnola, nel 1776, del Vicereame del Río de la Plata, oltre alla volontà di amministrare con maggiore efficienza un territorio in via di sviluppo, fu quello di porre un ostacolo all'espansione portoghese.
Nel 1801, il bandeirante José Borges do Canto occupò il territorio delle Misiones Orientales a seguito di un colpo di mano; nel decennio successivo, il trasferimento della corte portoghese in Brasile e la rivoluzione scoppiata a Buenos Aires furono il preludio a un periodo di estrema instabilità. Un esercito portoghese invase la Banda Oriental nel 1811, chiamato a supporto della resistenza realista assediata a Montevideo; l'armistizio firmato tra le parti in causa, tuttavia, lo costrinse presto a rientrare nei confini brasiliani. I rivolgimenti interni alle Province Unite del Río de la Plata finirono per lasciare la Provincia Orientale sotto il controllo di José Gervasio Artigas; questi promulgò una riforma agraria che prevedeva la confisca delle terre appartenenti ai nemici della rivoluzione e la loro redistribuzione agli esponenti dei ceti sociali più bassi sotto forma di piccole proprietà.
La favorevole situazione internazionale e il timore dell'espansione oltre confine delle idee di Artigas spinsero Giovanni VI, re di Portogallo e Brasile, a preparare l'invasione della Banda Oriental. Allestito un esercito, lo affidò al generale Carlos Frederico Lecor, che intraprese una campagna militare volta alla conquista della regione ad est del fiume Uruguay. Montevideo capitolò il 20 gennaio 1817, ma l'invasione luso-brasiliana si protrasse fino al 1820, quando Andrés Latorre fu sconfitto nella decisiva battaglia di Tacuarembó, e Artigas rinunciò a proseguire la guerra.

### La Provincia Cisplatina
Il 23 gennaio 1817, tre giorni dopo essere entrato in possesso della piazza di Montevideo, Lecor emanò un proclama nel quale rivendicava il ruolo di governatore della città, conferitogli mesi prima dal re, e invitò tutte le autorità esistenti ad offrirgli il dovuto riconoscimento. In questo ruolo, cercò subito di circondarsi di molti esponenti della classe dominante creola e spagnola, in modo da legare la sorte di questa al destino dell'occupazione luso-brasiliana.
Giovanni VI, preoccupato dalle proteste spagnole presso la Quadruplice Alleanza, non accolse le prime richieste di annessione della Banda Oriental al suo regno, formulate a Rio de Janeiro da una delegazione di notabili orientali. Nel 1821, caduta la minaccia di una spedizione militare spagnola a causa della sollevazione di Rafael del Riego, il re ordinò a Lecor di promuovere sotto la promozione delle armi portoghesi la formazione di un'assemblea che avrebbe dovuto decidere il futuro della provincia; ad influire su tale disposizione fu la volontà del ministro degli Affari Esteri, il liberale Silvestre Pinheiro Ferreira. Il Congresso Cisplatino si riunì il 15 luglio 1821; tre giorni dopo chiese la formale annessione al Regno Unito di Portogallo, Brasile e Algarve, che Lecor concesse a nome del re. Il 23 luglio fu stabilito il nuovo nome di Stato Cisplatino Orientale per la nuova unità amministrativa; l'8 agosto l'assemblea si sciolse dopo aver consegnato una copia dei propri atti al generale portoghese.

### L'occupazione brasiliana
L'atto di annessione della Provincia Cisplatina non fu mai ratificato dal Portogallo; Giovanni VI fu richiamato in Europa dalla rivoluzione liberale e l'erede al trono, il principe Pietro, proclamò l'indipendenza del Brasile. Le truppe di occupazione nella Banda Oriental si divisero: Lecor abbracciò la causa del nuovo imperatore, mentre le truppe d'élite dei Volontari Reali (Voluntarios Reais do Principe), comandate dal generale Álvaro Da Costa, rimasero fedeli al re portoghese. Il governatore abbandonò Montevideo il 10 settembre 1822 e si adoperò per far riconoscere il nuovo sovrano in tutta la provincia; Da Costa rimase invece assediato in città, abbandonandola all'arrivo delle navi destinate a ricondurre in Europa le sue truppe. Rientrato a Montevideo nel febbraio del 1824, Lecor cercò di appoggiarsi ai grandi proprietari terrieri orientali e brasiliani nell'esercizio del suo potere, creando malumori nei ceti mercantili, costretti a finanziare le truppe di occupazione.

### La nuova insurrezione e l'indipendenza dell'Uruguay
La resistenza alle forze di occupazione era frattanto giunta a dominare il Cabildo di Montevideo, favorita in un primo tempo dalla divisione tra portoghesi e brasiliani. In questo contesto, l'attraversamento del fiume Uruguay da parte dei Trentatré Orientali di Juan Antonio Lavalleja, il 19 aprile 1825, diede inizio a una sollevazione che si estese presto in tutta la provincia. Mentre i brasiliani si ritiravano tra le mura di Montevideo, Lavalleja, consapevole del fatto che le sue possibilità di riuscita dipendevano anche dal coinvolgimento di Buenos Aires, fece convocare un'assemblea a Florida che decretò l'adesione alle Province Unite del Río de la Plata.
A partire dal settembre del 1825, Fructuoso Rivera, passato dallo schieramento brasiliano a quello indipendentista, sconfisse a varie riprese alcune pattuglie imperiali, riuscendo a unire le sue forze a quelle di Lavalleja; i due capi orientali, con l'apporto di Manuel Oribe, sconfissero il 12 ottobre a Sarandí, in una battaglia campale, l'esercito brasiliano di Gonçalves e Ribeiro, che aveva attraversato il confine per sedare la rivolta. L'esito dello scontro fu accolto con gioia a Buenos Aires, costringendo il governo delle Province Unite ad accettare l'annessione richiesta dalla Provincia Orientale e a dichiarare di voler provvedere alla difesa di quel territorio; per tutta risposta, l'imperatore brasiliano dichiarò guerra.
La guerra argentino-brasiliana che ne scaturì finì per interessare il Regno Unito, interessato alla libera navigazione del Río de la Plata; lord Canning mandò nella regione in qualità di inviato speciale lord Ponsonby, che si adoperò subito per una mediazione tra i belligeranti. Un primo tentativo d'accordo firmato il 24 maggio 1827 (la Convención García), che lasciava la Banda Oriental sotto il controllo brasiliano, provocò a Buenos Aires la caduta del governo Rivadavia. Fattosi certo della necessità di creare uno stato indipendente, Ponsonby riuscì a convincere della soluzione Lavalleja e il nuovo governatore di Buenos Aires, il federalista Manuel Dorrego. La Convenzione di pace fu firmata il 27 agosto 1828; nel 1830 il nuovo stato, assunto il nome di Repubblica Orientale dell'Uruguay, approvò la sua costituzione.